# Bookmarks
Bookmarks è il sesto album discografico in studio del cantante statunitense John Ondrasik, conosciuto come Five for Fighting. Il disco è stato pubblicato nel 2013.

## Tracce
1. Stand Up – 2:51
2. What If – 3:27
3. Heaven Knows – 3:30
4. Down – 3:29
5. I Don't Want Your Love – 3:34
6. Road To You – 2:51
7. She's My Girl – 3:26
8. Symphony Lane – 3:39
9. You'll Never Change – 3:13
10. Your Man – 3:28
11. The Day I Died – 4:16